# Brombenzaldehyde
| Gefahrensymbol |

| Gefahrensymbol |

| Gefahrensymbol | Gefahrensymbol |

Die Brombenzaldehyde bilden in der Chemie eine Stoffgruppe, die sich sowohl vom Benzaldehyd als auch vom Brombenzol ableitet. Die Struktur besteht aus einem Benzolring mit angefügter Aldehydgruppe (–CHO) und Brom (–Br) als Substituenten. Durch deren unterschiedliche Anordnung (ortho, meta oder para) ergeben sich drei Konstitutionsisomere mit der Summenformel C7H5BrO.

## Eigenschaften
Der 4-Brombenzaldehyd, der die höchste Symmetrie aufweist, besitzt den höchsten Schmelzpunkt.

## Verwendung
4-Brombenzaldehyd wird zur Herstellung von 4-Formylphenylboronsäure benutzt.